# Pudenellike
Pude-Nellike (Dianthus gratianopolitanus) er en blomst, der tilhører nellikeslægten. Det er en staude (flerårig og urteagtig) og relativt hårdfør. Pude-nelliker vokser til en gennemsnitlig højde på maks 40 cm og blomstrer fra maj til juni måned. Blomsterne er duftende og deres farve er lysrød til lys rosa. De vokser bedst i fuld sol, har et mellemstort vandbehov og vokser bedst i kalkholdig jord. Overvanding eller dårlig dræning fører til kronen rådner, og de tåler ikke vådvintres jordbundsforhold.
Cultivarer omfatter 'Feuerhexe' ('Ild-hekse'), 'Grandiflorus' og 'små rubiner'.